# 시편 17편
시편 17편은 17번째 시편이다. 그리스어 70인역과 라틴 불가타에서는 시편 16편이 "Exaudi Domine iustitiam meam"이라는 약간 다른 번호 체계로 되어 있다. 저자는 전통적으로 다윗 왕에게 할당된다.
시편은 유대교, 가톨릭, 루터교, 성공회 및 기타 개신교 전례의 정규 부분을 형성한다.

## 내용
1. 여호와여 의의 호소를 들으소서 나의 울부짖음에 주의하소서 거짓 되지 아니한 입술에서 나오는 나의 기도에 귀를 기울이소서
2. 주께서 나를 판단하시며 주의 눈으로 공평함을 살피소서
3. 주께서 내 마음을 시험하시고 밤에 내게 오시어서 나를 감찰하셨으나 흠을 찾지 못하셨사오니 내가 결심하고 입으로 범죄하지 아니하리이다
4. 사람의 행사로 논하면 나는 주의 입술의 말씀을 따라 스스로 삼가서 포악한 자의 길을 가지 아니하였사오며
5. 나의 걸음이 주의 길을 굳게 지키고 실족하지 아니하였나이다
6. 하나님이여 내게 응답하시겠으므로 내가 불렀사오니 내게 귀를 기울여 내 말을 들으소서
7. 주께 피하는 자들을 그 일어나 치는 자들에게서 오른손으로 구원하시는 주여 주의 기이한 사랑을 나타내소서
8. 나를 눈동자 같이 지키시고 주의 날개 그늘 아래에 감추사
9. 내 앞에서 나를 압제하는 악인들과 나의 목숨을 노리는 원수들에게서 벗어나게 하소서
10. 그들의 마음은 기름에 잠겼으며 그들의 입은 교만하게 말하나이다
11. 이제 우리가 걸어가는 것을 그들이 에워싸서 노려보고 땅에 넘어뜨리려 하나이다
12. 그는 그 움킨 것을 찢으려 하는 사자 같으며 은밀한 곳에 엎드린 젊은 사자 같으니이다
13. 여호와여 일어나 그를 대항하여 넘어뜨리시고 주의 칼로 악인에게서 나의 영혼을 구원하소서
14. 여호와여 이 세상에 살아 있는 동안 그들의 분깃을 받은 사람들에게서 주의 손으로 나를 구하소서 그들은 주의 재물로 배를 채우고 자녀로 만족하고 그들의 남은 산업을 그들의 어린 아이들에게 물려 주는 자니이다
15. 나는 의로운 중에 주의 얼굴을 뵈오리니 깰 때에 주의 형상으로 만족하리이다

### 히브리어 버전
| 절 | 내용 |
| -- | --- |
| 1  | :תְּפִלָּה, לְדָוִד .שִׁמְעָה יְהוָה, צֶדֶק-- הַקְשִׁיבָה רִנָּתִי, הַאֲזִינָה תְפִלָּתִי; בְּלֹא, שִׂפְתֵי מִרְמָה                                 |
| 2  | .מִלְּפָנֶיךָ, מִשְׁפָּטִי יֵצֵא; עֵינֶיךָ, תֶּחֱזֶינָה מֵישָׁרִים                                                                |
| 3  | ;בָּחַנְתָּ לִבִּי, פָּקַדְתָּ לַּיְלָה-- צְרַפְתַּנִי בַל-תִּמְצָא .זַמֹּתִי, בַּל-יַעֲבָר-פִּי                                                 |
| 4  | .לִפְעֻלּוֹת אָדָם, בִּדְבַר שְׂפָתֶיךָ-- אֲנִי שָׁמַרְתִּי, אָרְחוֹת פָּרִיץ                                                         |
| 5  | .תָּמֹךְ אֲשֻׁרַי, בְּמַעְגְּלוֹתֶיךָ; בַּל-נָמוֹטּוּ פְעָמָי                                                                     |
| 6  | .אֲנִי-קְרָאתִיךָ כִי-תַעֲנֵנִי אֵל; הַט-אָזְנְךָ לִי, שְׁמַע אִמְרָתִי                                                          |
| 7  | .הַפְלֵה חֲסָדֶיךָ, מוֹשִׁיעַ חוֹסִים-- מִמִּתְקוֹמְמִים, בִּימִינֶךָ                                                            |
| 8  | .שָׁמְרֵנִי, כְּאִישׁוֹן בַּת-עָיִן; בְּצֵל כְּנָפֶיךָ, תַּסְתִּירֵנִי                                                               |
| 9  | .מִפְּנֵי רְשָׁעִים, זוּ שַׁדּוּנִי; אֹיְבַי בְּנֶפֶשׁ, יַקִּיפוּ עָלָי                                                             |
| 10 | .חֶלְבָּמוֹ סָּגְרוּ; פִּימוֹ, דִּבְּרוּ בְגֵאוּת                                                                           |
| 11 | .אַשֻּׁרֵינוּ, עַתָּה סבבוני (סְבָבוּנוּ); עֵינֵיהֶם יָשִׁיתוּ, לִנְטוֹת בָּאָרֶץ                                                  |
| 12 | .דִּמְיֹנוֹ--כְּאַרְיֵה, יִכְסוֹף לִטְרֹף; וְכִכְפִיר, יֹשֵׁב בְּמִסְתָּרִים                                                          |
| 13 | ;קוּמָה יְהוָה-- קַדְּמָה פָנָיו, הַכְרִיעֵהוּ .פַּלְּטָה נַפְשִׁי, מֵרָשָׁע חַרְבֶּךָ                                                   |
| 14 | :מִמְתִים יָדְךָ יְהוָה, מִמְתִים מֵחֶלֶד-- חֶלְקָם בַּחַיִּים, וצפינך (וּצְפוּנְךָ) תְּמַלֵּא בִטְנָם .יִשְׂבְּעוּ בָנִים-- וְהִנִּיחוּ יִתְרָם, לְעוֹלְלֵיהֶם |
| 15 | .אֲנִי--בְּצֶדֶק, אֶחֱזֶה פָנֶיךָ; אֶשְׂבְּעָה בְהָקִיץ, תְּמוּנָתֶךָ                                                              |

## 분석
찰스와 에밀리 브릭스는 이 시편을 다음과 같이 요약한다. 4a) 그는 하나님의 도를 지키고 악한 행실을 피하였으므로(4b-5절) 확신을 가지고 하나님께 간구한다(6a절). 눈(v. 6b-8a), 그를 약탈하기 위해 그를 둘러싸는 탐욕스럽고 오만한 적들(v. 8b-10)로부터 그가 보호받을 수 있도록(v. 11-12) 다시 그는 하나님의 중재와 악인을 죽임으로 구출함(13-14a절) 그 형벌은 그들에게 삼대에 이르게 하지만 그 자신은 하나님의 임재를 누리게 될 것이다(14b-15절)."
브릭스는 시편 17편이 스룹바벨 이후 그러나 에스라의 개혁 이전인 페르시아 시대에 시편 16편과 동일한 저자에 의해 기록되었다고 추정한다.